# 2025年航空
此條目列出2025年發生有關航空運輸的事件。

## 事件

### 1月
- 1月28日：
  - ：發生釜山航空391號班機事故，7人受傷。[1]
  - ：Boom TechnologyXB-1超音速客機試飛，其速度成功達到1.1馬赫。[2]
- 1月29日：發生2025年波多馬克河撞機事件，導致67人全部罹難。[3]
- 1月29日：發生2025年烏干達鷹航比奇1900空難，導致20人全部罹難。[4]
- 1月31日：發生墨西哥醫療噴射機公司056號班機空難，導致7人死亡、24人受傷。[5]

### 2月
- 2月2日：意大利航空開始整合至漢莎集團，並退出天合聯盟。[6]
- 2月6日：發生白令航空445號班機空難，導致10人全部罹難。[7]
- 2月10日：爲期五天的2025年印度航空展開幕。[8]
- 2月17日：發生达美连接航空4819号班机事故，導致21人受傷。[9][10]
- 2月25日：發生蘇丹空軍安托諾夫墜毀事件（英语：2025 Sudanese Air Force Antonov crash），導致包括地面人員在內至少56人傷亡。[11]

### 3月
- 3月13日：發生美國航空1006号班機事故，一架从科罗拉多泉機場飞往达拉斯/沃思堡国际机场的波音737-800飞机在引擎起火后改道飞往丹佛国际机场。飞机上的172名乘客和6名机组人员全部安全撤离。12名乘客受轻伤，被送往医院。[12][13]
- 3月28日：受2025年緬甸地震影響，曼德勒國際機場與內比都國際機場嚴重受損而停運，其中內比都國際機場的控制塔倒塌，造成塔內6人全部死亡。

### 4月
- 4月10日：一架贝尔206直升机在纽约市观光飞行中发生空中解体，坠入哈德逊河。机上飞行员和一家五口乘客全部遇难。[14]

- 4月17日：一架由Tropic Air（英语：Tropic Air）运营的塞斯纳208飞机在国内航班中遭到劫持。两名乘客和一名飞行员被劫机者刺伤，劫机者随后被其中一名受伤乘客开枪打死。[15]

- 4月24日：特技飞行员Rob Holland（英语：Rob Holland）驾驶的MX Aircraft MXS（英语：MX Aircraft MXS）飞机在弗吉尼亚州一空军基地进近时坠毁，飞行员遇难。[16]

- 、 4月28日：伊比利亚半岛发生大面积停电，导致数百个航班延误和取消，受影响的主要机场包括葡萄牙的里斯本、波尔图、法鲁，以及西班牙的巴塞罗那和马德里。[17]

### 5月
- 5月3日：一架由IBM航空公司运营的波音737-290C Advanced货机在苏丹内战期间于机场被苏丹武装部队击落。机上20名人员全部遇难。[18]

- 5月14日：卡塔尔航空签署了一份价值960亿美元的订单，购买150架波音787客机和30架波音777X飞机。[19]

- 5月15日：英国初创航空公司環球航空开通了从格拉斯哥飞往纽约的首航航班。该航空公司计划运营全空客A380机队。[20]

- 5月22日：一架塞斯纳Citation II飞机在加利福尼亚州圣迭戈的居民区坠毁。机上六人全部遇难。[21]

### 6月
- 6月12日：發生印度航空171號班機空難，一架從 印度阿美達巴德飛往英國倫敦蓋特威克機場的 波音787-8客機在起飛後不久墜毀爆炸，造成包括地面人員在內269人罹難，69人受傷。[22]

- 6月16日至22日：巴黎航空展在巴黎-勒布尔歇机场举行。[23]

- 、 6月23日：在美国对伊朗进行导弹袭击以及伊朗随后进行报复之后，几家北美、欧洲和亚洲航空公司暂停了飞往中东的航班，并且卡塔尔和阿联酋关闭了领空。[24]